# Sarapuł
Sarapuł (ros. Сарапул) – miasto w Rosji (Udmurcja), nad Kamą; 94 tys. mieszk. (2021); przemysł zbrojeniowy, maszynowy, elektroniczny, elektroniczny, skórzany, odzieżowy, drzewny, spożywczy; port rzeczny; muzeum.
W 1738 został przydzielony do prowincji Osinskiej prowincji Ufa. Od 1780 r., jako miasto powiatowe, wchodził w skład guberni Wiackiej. W 1937 został przyłączony do Udmurckiej Autonomicznej Socjalistycznej Republiki Radzieckiej
Sarapul jest trzecim najbardziej zaludnionym miastem republiki po Iżewsku i Wotkińsku. Centrum dzielnicy miejskiej stanowi miasto Sarapul.
Od 2013 r. miasto jest siedzibą eparchii sarapulskiej.

## Etymologia
Nazwa Sarapuł została po raz pierwszy wymieniona w 1579 r. w odniesieniu do obszaru lub rzeki, na której znajdowała się wieś Wozniesienskoje, przyszłe miasto. Przetłumaczone z czuwaskiego słowo Sarapul oznacza „sterlet” (dosłownie „żółta, piękna ryba”), która została znaleziona w obfitości w Kamie na tej stronie.